# Павалари (Вранча)
Павалари (рум. Păvălari) насеље је у Румунији у округу Вранча у општини Спулбер. Oпштина се налази на надморској висини од 723 m.

## Становништво
Према подацима из 2002. године у насељу је живело 387 становника, од којих су сви румунске националности.